# Сара Мазур
Біргіт Сара Мазур, (швед. Sara Mazur; нар. 8 травня 1966, Стокгольм) — шведський фізик, інженер-електрик і керівник бізнесу.

## Біографія
Сара Мазур виросла в Стокгольмі і відвідувала Королівський технологічний інститут, випускниця навчання з 1989 по 1994 років фізики плазми. Працює в компанії Ericsson з 1995 року. В листопаді 2012 року стала віце-президентом і керівником досліджень.
Мазур була обрана 2007 року членом Шведської королівської академії інженерних наук. У 2015 році отримала звання почесного доктора технічного університету Лулео.